# رهایی بوم‌شناختی
رهایی بوم‌شناختی (به انگلیسی: Ecological release) به افزایش جمعیت یا انفجار جمعیت اشاره دارد و زمانی رخ می‌دهد که یک گونه از عوامل محدودکننده محیط خود رها شود. گاهی این پدیده ممکن است زمانی رخ دهد که یک گونه گیاهی یا جانوری، به عنوان مثال، به یک جزیره یا به قلمرو یا محیط جدیدی به جز زیستگاه بومی آن معرفی شود. هنگامی که این اتفاق می‌افتد، تازه‌واردان ممکن است ناگهان خود را از رقبا، بیماری‌ها، یا گونه‌های شکارگر و دیگر عوامل در محیط پیشین خود رها کنند و به این ترتیب تعداد جمعیت آنها فراتر از محدودیت‌های پیشین افزایش یابد. نمونه رایج دیگری از انتشار بوم‌شناختی می‌تواند رخ دهد، اگر یک بیماری یا یک رقیب یا یک گونه‌های کلیدی، مانند شکارگر برتر، از یک جامعه یا اکوسیستم حذف شود. نمونه‌های کلاسیک این پویایی تازه عبارتند از انفجار جمعیت خارپشت‌های دریایی در بسترهای کلپ دریایی کالیفرنیا، به عنوان مثال، زمانی که شکارچیان انسانی کشتار بی‌رویه سمورهای دریایی را آغاز کردند، و/یا انفجار جمعیت ناگهانی خرگوش‌ها هنگامی که شکارچیان یا دامداران تعداد زیادی کایوت را بکشند.